# Cabeza de Río
Cabeza de Río är en ort i Mexiko.   Den ligger i kommunen Santa Lucía Monteverde och delstaten Oaxaca, i den sydöstra delen av landet, 300 km sydost om huvudstaden Mexico City. Cabeza de Río ligger 2 642 meter över havet och antalet invånare är 120.
Terrängen runt Cabeza de Río är kuperad åt nordost, men åt sydväst är den bergig. Cabeza de Río ligger uppe på en höjd. Runt Cabeza de Río är det ganska glesbefolkat, med 27 invånare per kvadratkilometer. Närmaste större samhälle är Villa Chalcatongo de Hidalgo, 16,0 km nordost om Cabeza de Río. I omgivningarna runt Cabeza de Río växer i huvudsak blandskog.